# 규라기역
규라기역(일본어: 厳木駅 きゅうらぎえき[*])은 일본 사가현 가라쓰시에 위치한 규슈 여객철도 가라쓰 선의 철도역이다. 상대식 승강장 2면 2선의 구조를 갖춘 지상역이다.

## 이용 현황
| 승차 인원 추이 | 승차 인원 추이 |
| 연도           | 1일 평균       |
| -------------- | -------------- |
| 2000           | 499            |
| 2001           | 520            |
| 2002           | 479            |
| 2003           | 473            |
| 2004           | 476            |
| 2005           | 468            |
| 2006           | 481            |
| 2007           | 465            |
| 2008           | 464            |
| 2009           | 460            |
| 2010           | 455            |
| 2011           | 451            |

## 역 주변
- 가라쓰 시청 규라기 지소
- 국도 제203호선

## 역사
- 1899년 6월 13일 : 가라쓰 흥업 철도의 역으로서 개업.
- 1902년 2월 23일 : 합병에 의해, 규슈 철도의 역이 된다.
- 1907년 7월 1일 : 규슈 철도가 국유화.
- 1987년 4월 1일 : 일본국유철도 분할 민영화에 의해, 규슈 여객철도가 승계.

## 인접 역
| 가라쓰 선        | 가라쓰 선   | 가라쓰 선              |
| ---------------- | ----------- | ---------------------- |
| 다쿠 구보타 방면 | ■ 가라쓰 선 | 이와야 니시카라쓰 방면 |